# Skrilje
Skrilje so naselje v Občini Ajdovščina.

## Lega in opis
Vas Skrilje leži v Srednji Vipavski dolini, v Slovenskem Primorju, na prisojnem pobočju, ob vznožju Male Gore (1034m) in Kuclja (1237m), na robu Čavna (1185m). Vas je bila naseljena že v 11.stoletju.
Skrilje so gručasto naselje, ki ima primorsko-kraške značilnosti. Nadmorska višina pri cerkvi je 160m.
Vas je razdeljena v tri manjše zaselke: 
- Valiči,
- Ruštji,
- Bajči.

K Valičem se priključi zaselek Kisel hrib.
Skozi vas teče več potokov, ki se združijo v Skrivšek ta pa nadaljuje pot proti Dobravljam in se zliva v reko Vipavo.

## Zgodovina
Zgradili so jo predniki s kamnom iz bližnjih in vaških kamnolomov na skrilavcu: lapornati kamnini, to je nepropusten sloj, sestavljen iz kremena in drugih kamnin, ki se zaradi strukture kolje v kamnite plošče, »skrle«, različne velikosti in uporabnosti, primerne za gradbeništvo. Od tod tudi ime Skrilje.

## Prebivalstvo
Ob popisu prebivalstva leta 2002 je v vasi živelo 257 Skriljanov. V vasi je podružnična šola OŠ Dobravlje, ki jo obiskujejo učenci do 4. razreda OŠ tudi iz sosednjih vasi.